# Oligota esmeraldae
Oligota esmeraldae är en skalbaggsart som beskrevs av Thomas Casey 1911. Oligota esmeraldae ingår i släktet Oligota och familjen kortvingar. Inga underarter finns listade i Catalogue of Life.